# Asante Akim North District
Der Asante Akim North District ist einer von 138 Distrikten in Ghana. Er ist im Zentrum des Landes in der Ashanti Region gelegen und dort einer von 21 regionalen Distrikten. Der Asante Akim North District grenzt an die Distrikte Asante Akim South, Ejisu Juaben, und Sekyere East. Ferner grenzt der Distrikt an die Eastern Region und hat eine direkte Grenze mit dem Distrikt Kwahu South. Chief Executive des 1462 km² großen Distriktes mit ca. 126.465 Einwohnern (2004) ist George Frimpong.

## Geographie
Der Asante Akim North District geht im Norden seines Gebietes in den Volta-Stausee über. Im Südrand des Distriktes erhebt sich die Akwapim-Mampong-Bergkette. Eine Vielzahl von Flüssen entwässert den Distrikt. Ein bekannter Wasserfall ist in der Nähe von Aguoso am Fluss Oyem gelegen.
Ein großer Teil der Vegetation besteht in tropischem Regenwald, der beinahe das gesamte Ashanti-Hochland, in dem der Distrikt liegt, bewächst. Regenwald bedeckt ca. 575 km² des Distriktes.
Aufgrund von übermäßigem Holzeinschlag, Buschfeuern und der landwirtschaftlichen Brandrodung besteht der Regenwald heute aus sekundärem Regenwald.

## Wirtschaft
Wesentlicher Wirtschaftszweig im Distrikt ist die Landwirtschaft, die jedoch hauptsächlich auf die Subsistenzwirtschaft ausgerichtet ist. Traditionelle Bewirtschaftungsmethoden wie die Brandrodung spielen eine große Rolle.
Neben der Subsistenzwirtschaft hat auch der Anbau von Exportgüter eine Bedeutung für den Distrikt. Hier werden neben Gemüsesorten für den regionalen Handel Kakao, Palmöl, Sheanüsse und Zitrusfrüchte produziert.
Wirtschaftlich wichtig sind auch die Bodenschätze, insbesondere Goldlagerstätten. Zwischen dem Gebiet Konongo-Odumase und Juansa erstreckt sich insbesondere zwischen Kyekyebiase und Pekyerekye eine reiche Goldlagerstätte. 
Der Regenwald stellt einen großen wirtschaftlichen Faktor für eine florierende Holzwirtschaft dar. Insbesondere die wertvollen Harthölzer werden hier gerodet und dem Export zugeführt. Bekannte Exporthölzer sind Wawa, Odum, Ofram, Sanfina, Okyere, Onyina, Kyenken, Otie und Yaya. In der Holzindustrie konnten sich bereits einige mittelständische Unternehmen entwickeln.

## Infrastruktur
Neben der Ghana Commercial Bank Ltd., mit Filialen in Konongo und Agogo existiert eine ländliche Bank in Juansa mit Filialen in Agogo, Odumasi und Konongo.
Im gesamten Distrikt sind 363 Straßen ausgebaut, sowie eine 10 km lange Bahnstrecke um Konongo vorhanden, die ehemals ein Teil der Bahnstrecke Kumasi–Accra darstellte. 80 Prozent der Straßen liegen im südlichen Teil des Distriktes.

## Sonstiges
In der Nähe der Ortschaft Dwease befinden sich Grotten, in denen traditionelle religiöse Gruppen ihre Rituale feiern. In der Nähe von Agogo und Pataban befinden sich vorgeschichtliche Höhlen.
In Agogo findet ein überregional bekanntes traditionelles Fest, das Akogya Festival, statt. Ebenfalls in Agogo ist der Afram Fetish Shrine zu finden.

## Wahlkreise
Im Distrikt Asante Akim North wurde nur ein gleichnamiger Wahlkreis eingerichtet. Kwadwo Baah-Wiredu errang hier für die New Patriotic Party bei den Parlamentswahlen 2004 den Sitz im ghanaischen Parlament. Baah-Wiredu ist in der aktuellen Regierung unter John Agyekum Kufuor Finanzminister und Minister für Wirtschaftsplanung.

## Wichtige Ortschaften in Asante Akim North District
| - Konongo - Odumasi - Ptriensa - Domeabra - Juansa - Dwease | - Praaso - Hwdiem - Kyekyebiase - Woso - Pekyerekye - Obenimase | - Akutuase - Nyaboe - Woraponso (Woroponso) - Amantena - Ananekrom - Bomireso - Pataban |